# Rul Bückle
Rul Arnold Bückle (* 29. November 1925 in Dottingen, heute Münsingen; † 12. Juni 2005 in Stuttgart) war ein deutscher Unternehmer, Pilot und im Zweiten Weltkrieg ein Jagdflieger. Er begründete mit der Südflug International die erste deutsche Fluggesellschaft nach dem Zweiten Weltkrieg und war maßgeblich an der Entwicklung des Tourismus auf Fuerteventura beteiligt.

## Leben
Ab 1940 machte Bückle seine Grundausbildung im Segelflug auf dem kleinen Segelflugplatz bei Dottingen. Seine Rekrutenzeit verbrachte er bis 1943 in Auxerre (Frankreich), wurde dann auf der Flugschule A116 in Göppingen zum Flugzeugführer und Jagdpiloten ausgebildet und dem JG 108 zugeteilt. Er flog bis Kriegsende eine Messerschmitt Bf 109 in verschiedenen Jagdverbänden, zuletzt im Jagdverband 44 in Lechfeld.
Nach der Kapitulation hatte er, versteckt in einem Ambulanzfahrzeug, unberechtigt die französische Zonengrenze überschritten, um in seine Heimatstadt zu gelangen. Danach arbeitete er als Hochfrequenztechniker und gründete 1948 in Münsingen die „RTW Radiotechnische Werkstatt R. Bückle“, mit der er Rundfunkgeräte herstellte, unter anderem die Marke Skorpion Studio 47. Die Firma verkaufte er bereits 1950 wieder, um zurück in die Fliegerei zu wechseln.
Er erwarb 1950 den Schweizer Privatpilotenschein einschließlich Kunstflugzulassung, 1951 den Schweizer Berufspilotenschein 1. Klasse und arbeitete ab 1952 als Fluglehrer in Ascona. Im gleichen Jahr gründete er, nach einem Tipp von Carlo Schmid über Schweizer Strohmänner (es war Deutschen nach dem Besatzungsstatut noch nicht erlaubt, Luftfahrtgesellschaften zu gründen und zu betreiben) die Südflug International. Er betrieb sie anfänglich von Stuttgart aus mit Schweizer Flugzeugen und Personal. 1955 erwarb er die deutsche Berufspilotenlizenz. Rekordflüge mit der Aero Commander 680 Super folgten, so 1957 von Brownsville nach Panama, 1958 die Überquerung des Südatlantiks von Brasilien nach Afrika und eine Goldmedaille 1958 beim Alpensternflug in Innsbruck.
Im Jahre 1966 beförderte Südflug International als Charterfluggesellschaft 250.000 Urlauber zu ihren Zielen, Anfang 1967 war sie die einzige westdeutsche Charterfluggesellschaft, die über Landerechte in den USA verfügte. Ende der 1960er Jahre musste Rul Bückle die Südflug verkaufen. Er hatte beim Hersteller Douglas einige DC-8 und DC-9 Flugzeuge für 70 Millionen DM bestellt und die Flüge bereits einkalkuliert und verkauft. Wegen des Vietnamkrieges stellten die Douglaswerke die Produktion ziviler Flugzeuge zurück und lieferten nicht an Südflug. Er musste andere Düsenflieger und Personal aus USA chartern, sein eigenes Personal blieb am Boden. Die Südflug wurde wegen finanzieller Schwierigkeiten von der Lufthansa, die sich eines Konkurrenten entledigen wollte, zu einem günstigen Preis gekauft. Rul Bückle widmete sich danach anderen, der Fliegerei anverwandten, Bereichen.
So realisierte er als Berater ausländischer Staaten und Regierungschefs im europäischen, afrikanischen, vorderasiatischen und auch südamerikanischen Raum seine Ideen von nationalen Fluggesellschaften. Er gründete 1970 die „Universal Air Leasing GmbH“ in Stuttgart und die „Farner Air Leasing“ in Sion und startete die touristische Erschließung der Halbinsel Jandia auf der spanischen Ferieninsel Fuerteventura. Danach gründete er mit der „Africana Enterprises“ in Gambia und Sierra Leone ein weiteres westafrikanisches Lufttaxi-Unternehmen. Ab 1980 baute er die „International Aviation Consulting“ mit Aufträgen für Ungarn, Saudi-Arabien, Thailand, Argentinien und Chile auf. 
Bückle starb mit 79 Jahren am 12. Juni 2005 in Stuttgart an Herzversagen. Er war zweimal verheiratet und hatte eine Tochter.